# 静态经济学
静态经济学是一种经济分析法，相对于动态经济学而言。“静态”指假设有关经济变量不再发生变化的状态。由于这个特性，所以静态分析法常常与均衡分析法联系在一起。
如果自变量之一或者两者同时发生变化时，其因变量会相应发生变化，这样的分析方法被称为“比较静态分析”。因为只是对两种均衡状态的均衡值进行比较，而不是考察从一种均衡状态转变为另外一种均衡状态。